# Geneosperma
Geneosperma — рід грибів родини Pyronemataceae. Назва вперше опублікована 1968 року.

## Класифікація
До роду Geneosperma відносять 2 види:
- Geneosperma geneosporum
- Geneosperma laevisporum